# Американски дългоопашат лалугер
Американските дългоопашати лалугери (Spermophilus parryii) са вид дребни бозайници от семейство Катерицови (Sciuridae). Разпространени са в тундрите в североизточните части на Азия и северозападните части на Северна Америка.